# Leopold Cehak

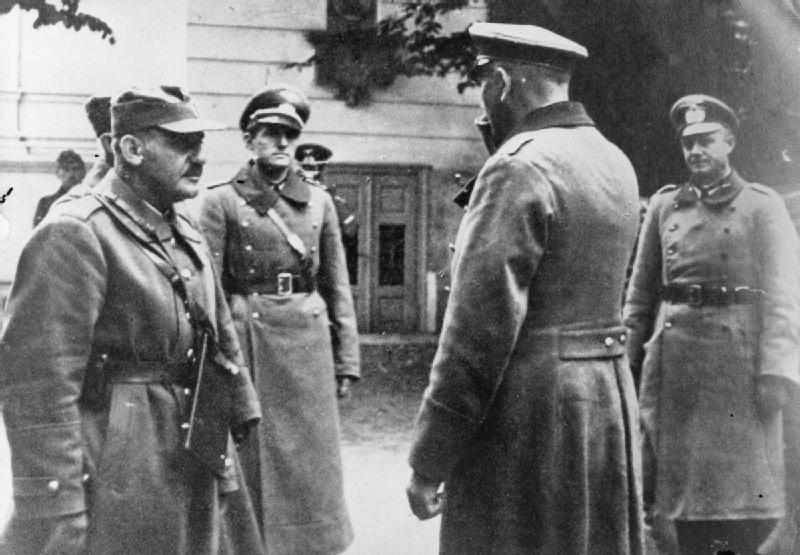
Gen. Leopold Cehak przy przekazaniu twierdzy Modlin po zakończonej jej obronie Adolfowi Straußowi, 29 września 1939

Leopold Jan Cehak (ur. 29 października 1889 w Przemyślu, zm. 8 maja 1946 w Nicei) – generał brygady Wojska Polskiego.

## Życiorys
Urodził się w rodzinie Jana, werkmistrza kolei państwowej i Marii z Fuhrherrów. Miał 5 braci, z których oficerami zawodowym byli także: Karol (1887–1935), major lekarz weterynarii, Franciszek Jan (1891–1957), major piechoty, Leon August (1895–1982), pułkownik żandarmerii i Jan Dominik (1902–1987), porucznik artylerii. Zawodowymi oficerami zostali też dwaj bratankowie: Leopold Wiktor (1915–1941), podporucznik 27 Pułku Ułanów i Władysław (ur. 1919), podporucznik obserwator.
W latach 1896–1900 Leopold uczęszczał do szkoły ludowej w Przemyślu, w 1909 ukończył gimnazjum i zdał egzamin maturalny. W latach 1909–1914 studiował na Wydziale Prawa Uniwersytetu Franciszkańskiego we Lwowie. W międzyczasie odbył jednoroczną ochotniczą służbę wojskową, a w latach 1912–1913 wziął udział w mobilizacji sił zbrojnych Monarchii Austro-Węgierskiej, wprowadzonej w związku z wojną na Bałkanach. Jego oddziałem macierzystym był pułk artylerii polowej nr 30 w Przemyślu, przemianowany w 1916 na pułk armat polowych nr 24, a w 1918 na pułk artylerii polowej nr 24. W jego szeregach walczył w czasie I wojny światowej. Początkowo, jako oficer rezerwy, a od 1917 oficer zawodowy. W 1916 walczył na froncie rumuńskim, a w 1918 na froncie włoskim. W 1917 został ranny w czasie walk nad Sączą.
21 listopada 1918 wstąpił ochotniczo do odrodzonego Wojska Polskiego. Pełnił następujące funkcje: dowódcy baterii zapasowej w 11 pułku artylerii polowej (do 1 marca 1919), dowódcy dywizjonu w 2 pułku artylerii ciężkiej, a następnie dowódcy 2 pac (do 16 października 1919) i dowódcy dywizjonu w 4 pułku artylerii ciężkiej. Uczestniczył w walkach z Ukraińcami o Przemyśl, Lwów i Galicję Wschodnią, a następnie w wojnie z bolszewikami.
15 marca 1920 ukończył VIII kurs w Centrum Studiów Artyleryjskich w Warszawie, a w 1921 – kurs dowódców dywizjonów w Szkole Strzeleckiej Artylerii w Toruniu. Od 17 kwietnia 1921 pełnił funkcję dowódcy 4 dywizjonu artylerii ciężkiej, a następnie – dowódcy dywizjonu w 8 pułku artylerii ciężkiej. 12 grudnia 1921 objął stanowisko instruktora na kursie dowódców dywizjonów w Strzeleckiej Szkole Artylerii w Toruniu. Od 24 stycznia 1923 pełnił funkcję zastępcy dowódcy 3 pułku artylerii polowej Legionów w Zamościu. Następnie został wyznaczony na stanowisko dowódcy tego pułku. 21 stycznia 1930 mianowany został dowódcą 6 Grupy Artylerii we Lwowie. 14 marca 1932 został II dowódcą piechoty dywizyjnej 19 Dywizji Piechoty w Wilnie. W grudniu 1934 mianowany został szefem Departamentu Artylerii Ministerstwa Spraw Wojskowych w Warszawie. 28 stycznia 1938 został wyznaczony na stanowisko dowódcy 30 Poleskiej Dywizji Piechoty w Kobryniu.
W marcu 1939 30 DP została zmobilizowana i przewieziona transportem kolejowym w rejon koncentracji koło Działoszyna, wchodząc w skład Grupy Operacyjnej „Piotrków”. Od 1 września 1939 toczyła ciężkie walki graniczne przeciwko dwóm niemieckim dywizjom. Następnie prowadziła ciężkie walki opóźniające. Stoczyła krwawe bitwy pod Szczercowem, Jeżowem, Żyrardowem. Od 13 września broniła Twierdzy Modlin na odcinku „Twierdza” – aż do jej kapitulacji 29 września.
Po kapitulacji przebywał w niewoli niemieckiej, w Oflagu VIII E Johannisbrunn (od 30 października 1940 do 27 kwietnia 1942) i Oflagu VII A Murnau (od 29 kwietnia 1942 do 29 kwietnia 1945). Po uwolnieniu przez wojska amerykańskie, wyjechał do Nicei we Francji, gdzie zamieszkał w hotelu „Imperator” wraz z innymi polskimi generałami przybyłymi z obozów jenieckich. Zmarł 8 maja 1946 w Nicei. Został pochowany na miejscowym cmentarzu Caucade (kwatera 48, rząd 2 od wejścia, grób 2 od żywopłotu).

## Awanse

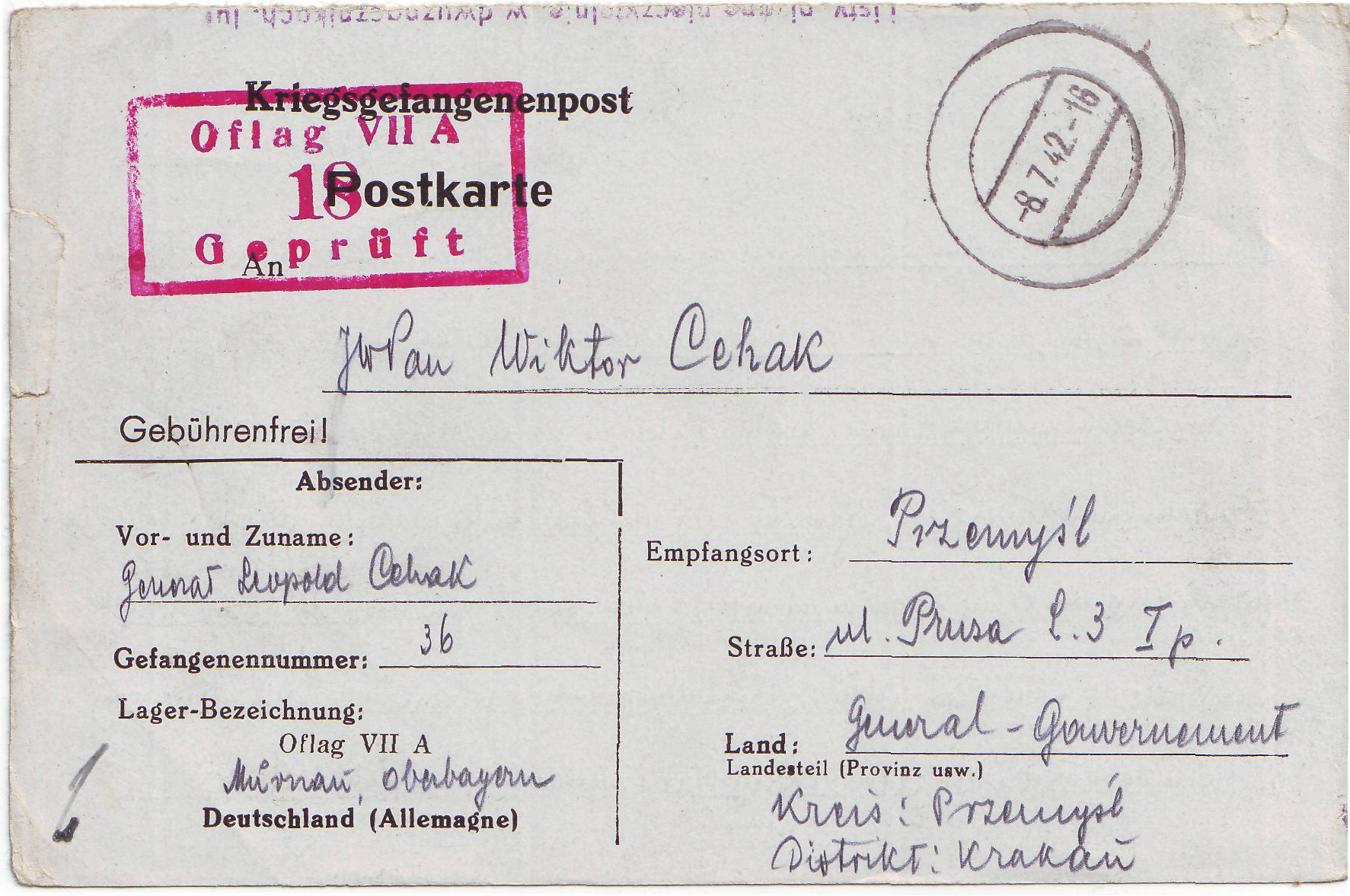
List gen. L. Cehaka z Oflagu w Murnau

- kadet – 1911 ze starszeństwem z 1 stycznia 1911 w korpusie oficerów rezerwy artylerii polowej i górskiej[18]
- podporucznik – 1914
- porucznik – ze starszeństwem z 1 lutego 1916 w korpusie oficerów rezerwy artylerii polowej i górskiej[19][20]
- porucznik – ze starszeństwem z 1 marca 1915 w korpusie oficerów artylerii polowej i górskiej[21]
- kapitan – 1918
- major – 1920
- podpułkownik – 3 maja 1922 został zweryfikowany ze starszeństwem z dniem 1 czerwca 1919 i 80. lokatą w korpusie oficerów artylerii[22]
- pułkownik – 1 grudnia 1924 ze starszeństwem z dniem 15 sierpnia 1924 i 15. lokatą w korpusie oficerów artylerii[23]
- generał brygady – ze starszeństwem z dniem 1 stycznia 1936 i 4. lokatą w korpusie generałów[24][25]

## Ordery i odznaczenia
- Krzyż Złoty Orderu Virtuti Militari nr 11[26]

- Krzyż Srebrny Orderu Virtuti Militari nr 11812 (28 września 1939)[27]
- Krzyż Oficerski Orderu Odrodzenia Polski (9 listopada 1931)[28]
- Krzyż Walecznych nr 41758 (1922)[29]
- Złoty Krzyż Zasługi (10 listopada 1928)[30][31]
- Medal Pamiątkowy za Wojnę 1918–1921 (1928)[32][6]
- Medal Dziesięciolecia Odzyskanej Niepodległości (1928)[32][6]
- Srebrny Medal za Długoletnią Służbę (1938)[6]
- Brązowy Medal za Długoletnią Służbę (1938)[6]
- Srebrny Medal Zasługi Wojskowej z Mieczami na wstążce Krzyża Zasługi Wojskowej (Austro-Węgry)[5]
- Brązowy Medal Zasługi Wojskowej z Mieczami na wstążce Krzyża Zasługi Wojskowej (Austr-Węgry)[5]
- Krzyż Wojskowy Karola (Austro-Węgry)[5]
- Order Korony Żelaznej III klasy z Mieczami (Austro-Węgry)[6]
- Krzyż Pamiątkowy Mobilizacji 1912–1913 (Austro-Węgry)[2]
- Medal Rannych (Austro-Węgry)[6]